# 荒茅村
荒茅村（あらかやむら）は、島根県簸川郡にあった村。現在の出雲市荒茅町にあたる。

## 地理
出雲平野の西部中央に位置していた。
- 河川：高瀬川[2]

## 歴史
- 1875年（明治8年）神門郡古荒木村、荒木村、茅原村が合併して荒茅村が成立[1]。
- 1889年（明治22年）4月1日、町村制の施行により、神門郡荒茅村が単独で村制施行し、荒茅村が発足[1][3]。
- 1896年（明治29年）4月1日、郡の統合により簸川郡に所属[3]。
- 1947年（昭和22年）荒茅郵便局開設[1]。
- 1950年（昭和25年）11月3日、簸川郡園村と合併して長浜村を新設し廃止された[1][3]。

### 地名の由来
1875年に合併した村の各1文字を組み合わせたもの。

## 産業
- 農業[1]